# Cupidaspis
Cupidaspis är ett släkte av insekter. Cupidaspis ingår i familjen pansarsköldlöss.
Kladogram enligt Catalogue of Life:
| Cupidaspis | \| \| Cupidaspis beshearae \| \| \| \| \| \| Cupidaspis cupressi \| \| \| \| |
|            | \| \| Cupidaspis beshearae \| \| \| \| \| \| Cupidaspis cupressi \| \| \| \| |
|            | Cupidaspis beshearae                                                         |
|            |                                                                              |
|            | Cupidaspis cupressi                                                          |
|            |                                                                              |